# Liste der Bodendenkmale in Heyen
In der Liste der Bodendenkmale in Heyen sind die Bodendenkmale der niedersächsischen Gemeinde Heyen aufgeführt. Die Quelle ist der Denkmalatlas Niedersachsen. 

Heyen im Landkreis Holzminden

Der Stand der Liste ist der 30. Januar 2025.

## Allgemein
In den Spalten finden sich folgende Informationen des Bodendenkmales:
| Lage         | geographische Koordinaten                                                           |
| Bezeichnung  | Bezeichnung lt. Denkmalatlas                                                        |
| Beschreibung | Beschreibung lt. Denkmalatlas                                                       |
| ID           | Objekt-ID                                                                           |
| Bild         | Bild, ggf. zusätzlich mit Link zu weiteren Fotos im Medienarchiv Wikimedia Commons. |

## Heyen
| Lage                        | Bezeichnung           | Beschreibung | ID       | Bild           |
| --------------------------- | --------------------- | --- | -------- | -------------- |
| 51° 59′ 46″ N, 9° 30′ 46″ O | Heyen 1, Heiligenberg | Ringwall, annähernd rund. Dm. ca. 120 m. Im N Hanggraben mit teilweise vorgelagerter Berme und Innenwall. Im W Innenwall aus anstehendem Sandstein. Sohlbr. des Walles ca. 5 m, H. bis 1,5 m, im O sehr gut erhalten, H. von Wallkrone bis Grabensohle ca. 4 m. Grabenbr. ca. 1,5 m, erhaltene T. bis 0,7 m. Im S parallel zur Hangkante langgestreckte Störung durch alten Steinbruch. Im Wall mehrere neuere Manöverschanzlöcher. Von Forstweg in ca. NW-SO-Richtung durchschnitten. Es sind keine historischen Quellen bekannt, die sich auf diese Burg beziehen ließen. Auffallend ist die Sichtbeziehung zum Kloster Kemnade und dem dortigen Weserübergang. | 28968190 | BW             |
| 51° 59′ 44″ N, 9° 31′ 9″ O  | Heyen 2, Lauenburg    | In Spornlage auf einem Ausläufer des Hohen Knapp, durch ein Tal getrennt von dem Ringwall auf dem Heiligen Berg. Ovales Areal von ca. 50 m Länge und 30 m Breite. Befestigung besteht aus einer ovalen, vermörtelten Kalksteinmauer von ca. 1,5 m Breite, die im Norden noch sichtbar ist. Am Ende des 19. Jhs. hatte sie an der Ostseite noch 2 m Höhe erreicht. Zudem war erkennbar, dass sie im Westen in „opus spicatum“ (Fischgrätmauerwerk) ausgeführt war und eine doppelte, sockelartige Verbreiterung aufwies. Vom höheren Teil des Berges ist die Burgfläche durch einen Halsgraben abgetrennt, der heute noch 2 – 3 m breit und 0,4 m tief ist.        | 28968192 | Weitere Bilder |
| 51° 59′ 49″ N, 9° 30′ 38″ O | Heyen 3, Kirche       | Grundmauern einer kleinen Kirche mit runder Apsis, L. ca. 15 m; Br. ca. 6,5 m. Grabungen 1893 und 1985 erbrachten vielfältige Funde. Erste urkundliche Erwähnung 1506, wohl schon seit dem 13./14. Jh. existent. Nach Entsäkularisierung profane Nutzung. Hinweisschild vorhanden. | 28968191 |                |
| 51° 59′ 42″ N, 9° 30′ 59″ O | Heyen 5, Hohlweg      | Hohlwegsystem, das bergabwärts auf die Weser zuläuft und in eine ehemalige Furt mündet. Auf ca. 400 m Länge ist ein Hohlwegbündel mit 2 – 3 Spuren von ca. 1 m T. (im N bis zu 4 m T.) gut erhalten. Im nach NW und SW angrenzenden Gelände sind obertägig keine Reste der Wegespuren erkennbar. | 38320194 | BW             |